# Surbiton Trophy 1999
Il Surbiton Trophy 1999 è stato un torneo di tennis facente parte della categoria ATP Challenger Series nell'ambito dell'ATP Challenger Series 1999. Il torneo si è giocato a Surbiton in Gran Bretagna dal 1° al 6 giugno 1999 su campi in erba.

## Vincitori

### Singolare
Sargis Sargsian ha battuto in finale  Martin Damm con il punteggio di 7–6, 7–5

### Doppio
Scott Draper /  Todd Woodbridge hanno battuto in finale  Justin Gimelstob /  Scott Humphries per walkover